# Bill Godbout
Bill Godbout (Providence, 2 de octubre de 1939-Concow, 8 de noviembre de 2018) fue un empresario informático estadounidense. Uno de los primeros pioneros informáticos, es conocido por fabricar y vender equipos informáticos, piezas y kits electrónicos en Silicon Valley, durante las décadas de 1970 y 1980.
Él y su empresa, Godbout Electronics (y más tarde CompuPro y Viasyn), fueron muy influyentes en los primeros años del mercado de las computadoras personales. Junto con George Morrow, trabajó en el IEEE696 (retirado) más conocido como el muy popular bus S-100.
Aparece en el libro The Silicon Boys, 1999 de David A. Kaplan sobre los pioneros de Silicon Valley.

## Primeros años y carrera
Nació el 2 de octubre de 1939 en Providence, Rhode Island.

Logotipo de Godbout Electronics.

Después de asistir a la universidad, entró directamente a un trabajo en IBM, pero se encontró «involuntariamente llamado» al servicio militar activo en 1961 y posteriormente pasó la mayor parte de la década de 1960 en el ejército, siendo dado de baja en 1968. Decidiendo no volver a una gran empresa, aunque todavía tenía en estima a IBM, se mudó al área de la Bahía de San Francisco para ayudar a revertir la situación de una empresa en dificultades financieras, operación que concluyó con éxito. Con el mismo equipo, posteriormente fundó otro negocio en Oakland, California y, después de vender este negocio, disfrutó de un período de retiro parcial hasta que un amigo, Mike Quinn, lo introdujo en el negocio de excedentes de productos electrónicos, en el que quedó fascinado. En 1973, estableció Godbout Electronics en el área de la Bahía de San Francisco, en una barraca Quonset en el Aeropuerto de Oakland de la Bahía de San Francisco. The New York Times lo llamó una «tienda de electrónica popular». Según la Vintage Computer Federation, fue «una leyenda en la comunidad S-100 por su trabajo en las décadas de 1970 y 1980 en Godbout Electronics y CompuPro».
Para su tienda, compró productos electrónicos descartados a granel en gran parte de proveedores militares. Godbout «vendió chips y placas de memoria por correo e hizo negocios con los desarrolladores con un apretón de manos».

Logotipo de CompuPro.

Después de cambiar el nombre de la empresa CompuPro, trabajó con George Morrow para desarrollar el bus de datos S-100, el IEEE-696. El autobús S-100 se vendió como parte de la máquina en kit Altair 8800.
Godbout fabricó tarjetas compatibles con S-100, que «formaron la columna vertebral de los primeros sistemas como el Altair 8800 y las máquinas caseras, lo que permitió a los técnicos conectar sus procesadores y memoria con periféricos y formar microcomputadoras útiles».

Logotipo de Viasyn.

En la década de 1980, Godbout se centró en la creación de redes y trasladó su empresa, rebautizada como Viasyn, a Hayward, California. Era presidente de la empresa. Viasyn se centró en equipos informáticos personalizados para «cosas como consultorios médicos, la escena de la música electrónica temprana e incluso áreas de nicho como los sistemas de control de ascensores».

## Vida personal y muerte
Cerca del final de su vida, vivió en la comunidad de Concow, California con su esposa Karen. La pareja tuvo una hija, Brandi. Godbout era un gran piloto y solía volar aviones con su amigo Gary Kildall.
Godbout murió el 8 de noviembre de 2018 durante los incendios forestales del norte de California de 2018, cuando el fuego alcanzó su casa y su taller en Concow. Le sobrevivieron su esposa y su hija.